# 中小镇
中小镇，是中华人民共和国辽宁省鞍山市海城市下辖的一个乡镇级行政单位。

## 行政区划
中小镇下辖以下地区：
中小社区、岳家社区、三鱼社区、关沙村、齐沙村、朱家洼村、大四村、后三家村、前三家村、大台村、兴隆村和得胜村。